# Zosuchus
Zosuchus davidsoni
Genre
Espèce
Zosuchus, le « crocodile du Canyon de Zos », est un genre éteint de petits crocodyliformes, un clade qui comprend les crocodiliens modernes et leurs plus proches parents fossiles.
Une seule espèce est rattachée au genre : Zosuchus davidsoni, décrite par les paléontologues Diego Pol et Mark A. Norell en 2004.

## Découverte
Zosuchus davidsoni a été trouvée dans les couches rouges de la formation de Djadokhta dans le canyon de Zos du désert de Gobi en Mongolie. Cette formation géologique est datée essentiellement du Campanien (Crétacé supérieur), soit il y a environ entre 83,6 et 72,2 millions d'années.
Cinq spécimens sont référencés : 
IGM 100/1305, l'holotype, constitué d'un crâne isolé avec ses mandibules ;
IGM 100/1304 ;
IGM 100/1306 ;
IGM 100/1307 ;
IGM 100/1308.

## Description
Zosuchus se distingue par son très court museau.

## Classification
En 2004, les inventeurs du genre, Diego Pol et Mark A. Norell, placent Zosuchus en groupe frère de Sichuanosuchus and Shantungosuchus et considèrent que ces trois genres forment un clade de Crocodyliformes basaux, caractérisés par des branches mandibulaires dont la partie postérieure est déjetée ventralement.
Cette position basale chez les Crocodyliformes est confirmée en 2012 par les résultats d'une grande analyse phylogénétique des Crocodyliformes par Mario Bronzati et ses collègues qui souligne sa proximité avec les espèces du genre Shantungosuchus, mais aussi avec le genre Eopneumatosuchus.
En 2018, une nouvelle analyse par Kathleen N. Dollman et ses collègues, regroupe dans un clade nommé les Shartegosuchoidea des Mesoeucrocodylia basaux, dont Zosuchus, Sichuanosuchus, Shantungosuchus et la famille des  Shartegosuchidae.